# Harry Gibson (elektrotekniker)
David Harry Gibson, född 20 april 1876 i Jonsered, död 1948 i Venezuela, var en svensk elektrotekniker.
Harry Gibson var son till disponenten David Gibson. Efter studier vid Chalmers tekniska läroanstalt emigrerade Gibson 1897 till USA, där han i de nordvästra delarna, främst i Alaska arbetade med att anlägga vatten- och ångkraftverk och senare även telegraf- och radiostationer. Han flyttade senare till Sydamerika och var 1912–1916 superintendent för gruvbolaget Pato Mines elektriska anläggningar i Colombia. Från 1916 innehade han en egen konstruktionsfirma i Caracas, Venezuela, som utförde flera uppdrag för den venezuelanska regeringen. Han var från 1921 svensk generalkonsul i Venezuela. Gibson anses fram till 1929 ha uppfört elva vattenkraftstationer, fyra elektriska ångkraftstationer, nio radiostationer och en mängd kraftledningscentraler i Venezuela.